# Dwór w Kamyku
Dwór w Kamyku – pochodzący z XIX wieku budynek dworski, znajdujący się w Kamyku (powiat kłobucki). Obecnie obiekt znajduje się w rękach prywatnych.

## Historia i architektura
Dwór powstał w 1840 roku, a jego budowniczym był Mikołaj Aleksander Kołaczkowski. W II połowie XIX wieku wokół dworu powstały zabudowania folwarczne oraz park. W latach 1941–1943 przebudowano wnętrza budynku. Po II wojnie światowej obiekt odnowiono, a w latach 1972–1977 był siedzibą gminy Kamyk. Następnie mieściła się tu restauracja "Dworek w Kamyku", a po jej wyprowadzce budynek – będący własnością gminy Kłobuck – stał nieużytkowany. W 2017 roku został sprzedany w ręce prywatne.
Obiekt jest przykładem dworów, pochodzących z epoki oświecenia i romantyzmu. Jest budynkiem parterowym z węższym półpiętrem, zbudowanym na planie czworokąta. Od frontu znajduje się okazały, toskański portyk kolumnowy zwieńczony trójkątnym przyczółkiem, natomiast od ogrodu umieszczono toskańskie pilastry. Ściany wieńczy belkowanie z tryglifami we fryzie i datą budowy (1840) od ogrodu.